# Xã Beseman, Quận Carlton, Minnesota
Xã Beseman (tiếng Anh: Beseman Township) là một xã thuộc quận Carlton, tiểu bang Minnesota, Hoa Kỳ. Năm 2010, dân số của xã này là 137 người.